# Iłowo-Osada
Iłowo-Osada (pronunciado em polonês: [iˈwɔvɔ - ɔˈsada]) (em alemão:  Illowo) é uma aldeia localizada no condado de Działdowo, Vármia-Masúria, no norte da Polônia, e é sede da comuna de Iłowo-Osada. Situa-se cerca de 11 quilômetros a sudeste da cidade de Działdowo e 70 km ao sul de Olsztyn, capital da região.
A aldeia possui uma população de 2.800 habitantes.

## Segunda Guerra Mundial

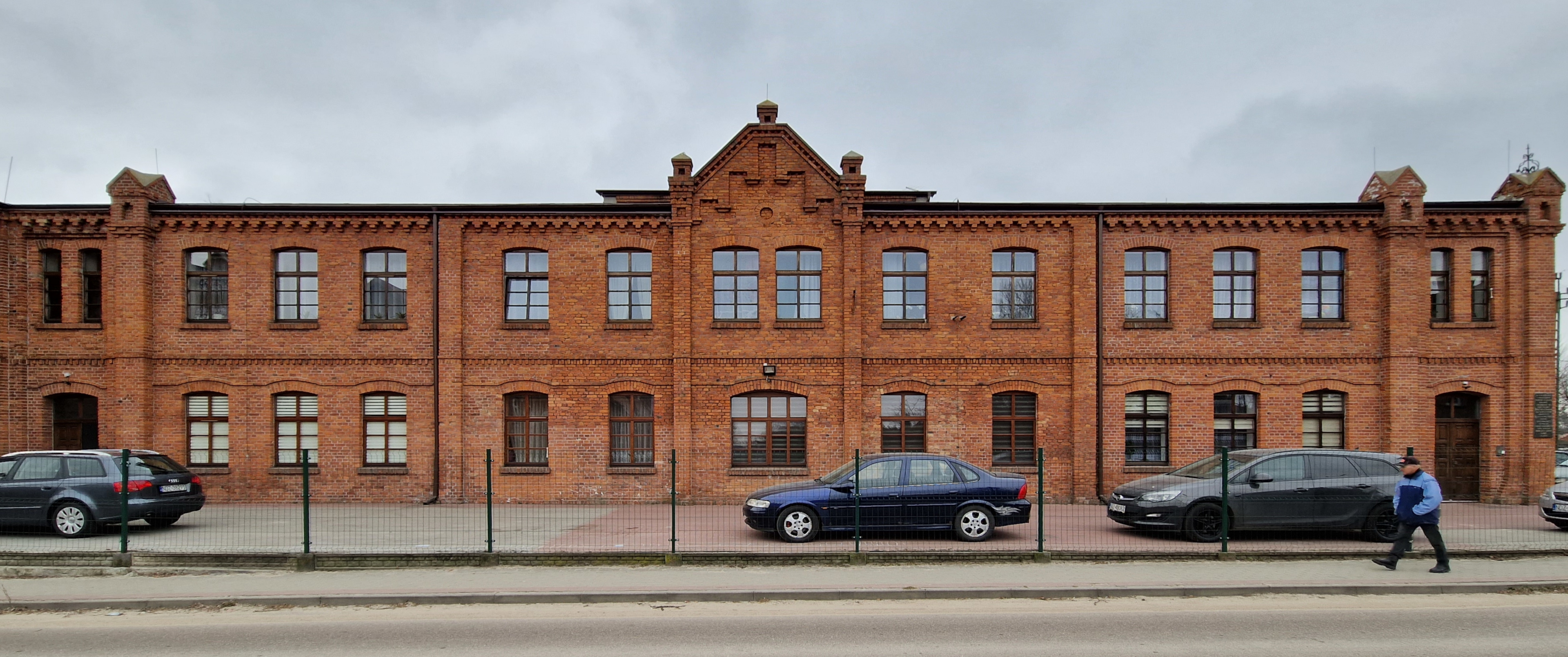
Local histórico do campo de transição da Alemanha Nazista em Iłowo-Osada aguardando por reformas

Após a invasão da Polônia pela Alemanha Nazista, Iłowo se tornou o local de um dos três campos de concentração de Soldau perto de Działdowo. O campo de transição existiu de 1941 até 1945. Prisioneiros eram mantidos em um edifício de tijolos (que aparece na foto) e em quartéis próximos.
Aproximadamente 2.000 crianças polonesas com até 5 anos de idade constavam entre os prisioneiros, bem como mulheres grávidas que aguardavam o nascimento de seus bebês. Os homens, entre eles poloneses e soviéticos (depois da Operação Barbarossa), eram mantidos lá geralmente por poucos dias. Muitas crianças pertenciam a pessoas que trabalhavam como escravos, que já haviam sido deportadas para o Terceiro Rich. Submetia-se esses menores a um processo de seleção de Germanização antes de serem enviados a famílias alemães. Entre os que não eram escolhidos, a taxa de mortalidade se mostrava muito alta. No campo não havia médicos e nem medicamentos. A água e a comida eram racionadas. Após darem a vida, enviava-se as mulheres prisioneiras de volta aos campos de trabalho.

## Residentes notáveis
- Oskar Kummetz (1891–1980), almirante
- Hans Kummetz (1890-1918), ás da aviação